# Aderus gracilipedes
Aderus gracilipedes é uma espécie de besouro da família Aderidae. A espécie foi descrita cientificamente por Manuel Martínez de la Escalera em 1941.

## Distribuição geográfica
Habita na Guiné Equatorial.